# Самолин, Виталий
Виталий Самолин (латыш. Vitālijs Samoļins, 7 марта 1990 года, Елгава, Латвия) — шахматист, международный мастер (2009).
Виталий Самолин был чемпионом Латвии по шахматам в 2009 году, после того как поделил в Открытом чемпионате Латвии 1 - 2 места с Даниилом Линчевским. В 2012 году во второй раз стал чемпионом Латвии. Три раза представлял команду Латвии на шахматной олимпиаде (2006, 2008, 2012) — два раза играл на запасных досках и один раз на четвёртой доске.